# 凤凰中心
凤凰国际传媒中心，简称凤凰传媒中心、凤凰中心等，是凤凰卫视集团在北京市朝阳区投资建设的一座地标建筑，由北京市建筑设计研究院的建筑师邵韦平设计。这座建筑在具备媒体办公和演播制作功能的同时，也设置有对公众开放的互动体验空间，可以举办大型公共活动。建筑位于东三环外的朝阳公园西南角，朝阳公园西路东侧、农展馆南路北侧，占地面积0.73公顷，建筑面积7.2万平方米。
这座造型新奇的建筑于2013年完工。在中国同时期的地标建筑绝大多数由外国建筑师设计的背景之下，凤凰中心的出现弥补了这一缺憾。

## 设计

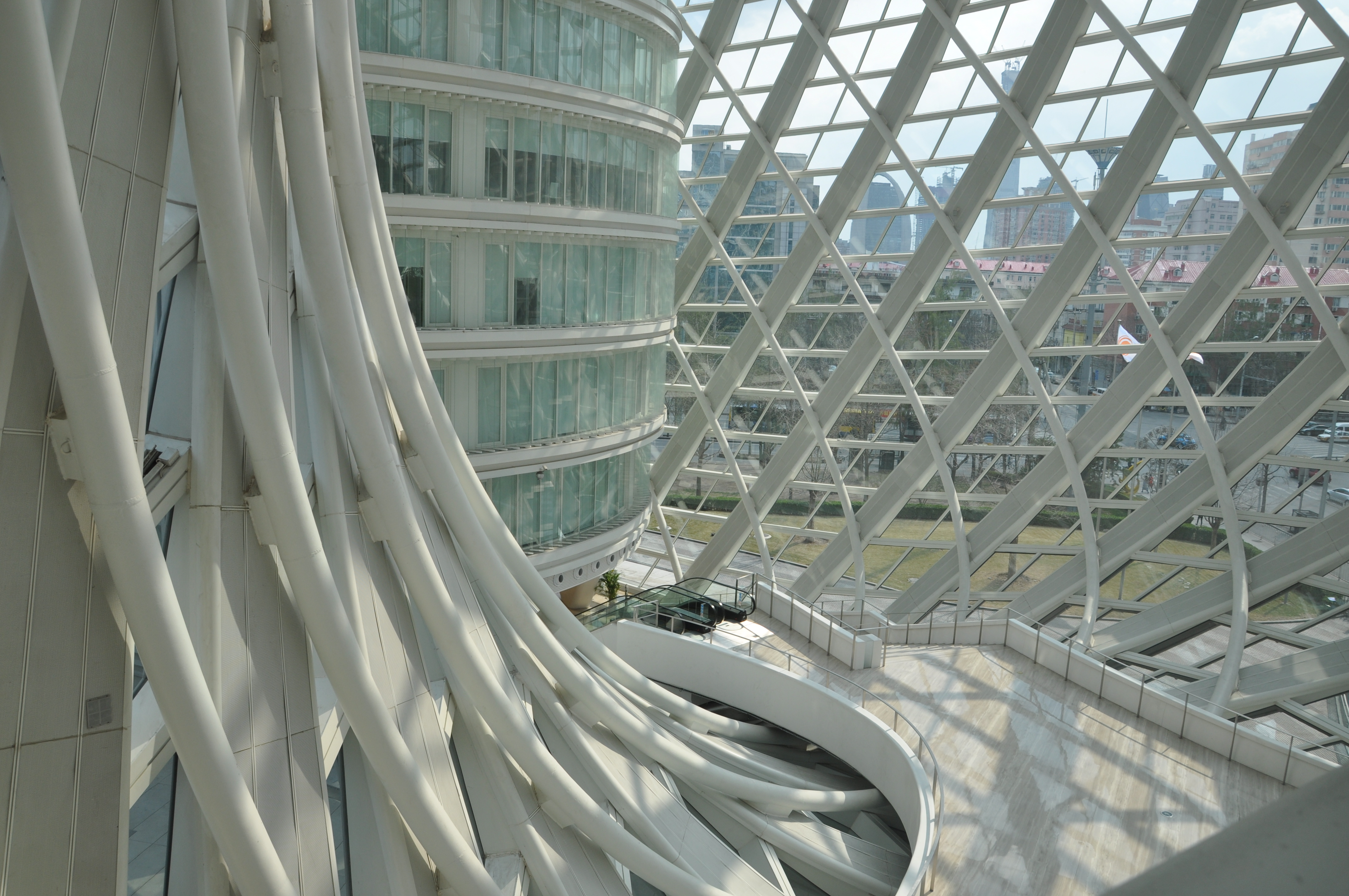
凤凰中心的西中庭，对面是南楼（办公楼）

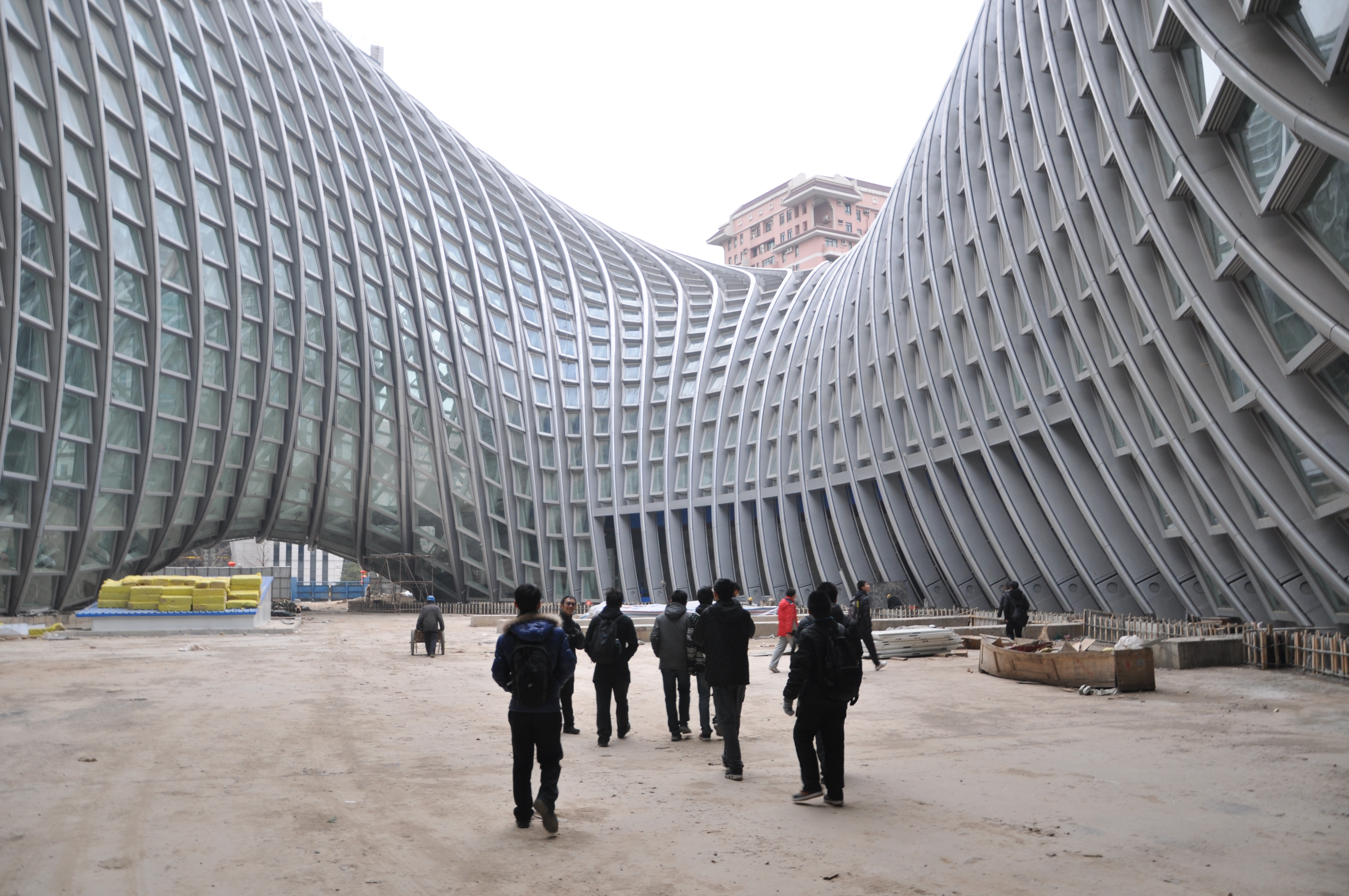
凤凰传媒中心环内，摄于2011年

凤凰中心的外观取意于莫比乌斯环，这种图案与凤凰卫视的台标，以及中国传统的阴阳图案具有一定的相似性。从莫比乌斯环出发，建筑师获得了一个环筒，或者说扭曲变形的甜甜圈形状的表皮，整个表皮均由裸露钢结构支撑着的玻璃幕墙组成。这种圆润的外观回应了周围不规则的路网形状。虽然建筑与“凤凰”相应被称作“凤巢”，但在公众心目中凤凰中心仍然是一座外观难以描述的建筑。在表皮内部，有采用传统结构的办公楼和演播楼，分别位于南部和北部；而环内剩余的空间，则通过空中连廊的设置，形成形式丰富、步移景异的公共空间。
由于这座建筑的外部表皮极为不规则，为了控制钢结构和玻璃幕墙，建筑团队使用了参数化设计、建筑信息模型（BIM）等多种前沿设计施工手段。

## 奖项
凤凰中心的建筑设计和技术获得了以下奖项：
- 第十三届中国土木工程詹天佑奖（2016年）
- 2015年全国优秀工程勘察设计行业奖建筑工程一等奖
- 2015年北京市科学技术奖二等奖[2]
- 2014年中国建筑学会建筑创作奖公共建筑类金奖
- 2014年中国建筑学会科技进步奖
- 2014年WA中国建筑奖技术进步类金奖
- 2014年“创新杯”建筑信息模型设计大赛最佳BIM建筑设计奖
- 2011年Designboom（英语：Designboom）世界十大文化建筑